# Großsteingrab Terkelskov
Das Großsteingrab Terkelskov ist eine megalithische Grabanlage der jungsteinzeitlichen Nordgruppe der Trichterbecherkultur im Kirchspiel Uggeløse in der dänischen Kommune Allerød.

## Lage
Das Grab liegt nordwestlich von Hestetangshuse und nördlich des Nymøllevej im Waldgebiet Terkelskov. In der näheren Umgebung gibt bzw. gab es zahlreiche weitere megalithische Grabanlagen.

## Forschungsgeschichte
In den Jahren 1874 und 1942 führten Mitarbeiter des Dänischen Nationalmuseums Dokumentationen der Fundstelle durch. Eine weitere Dokumentation erfolgte 1982 durch Mitarbeiter der Forst- und Naturbehörde.

## Beschreibung

### Architektur
Die Anlage besitzt laut dem Bericht von 1982 eine runde Hügelschüttung mit einem Durchmesser von 9,6 m und einer erhaltenen Höhe von 0,75 m. Auf dem Hügel liegen größere Mengen Feuerstein-Grus. Sieben große Steine am Hügelfuß könnten Reste einer Umfassung sein. Die älteren Berichte nennen nur einen Hügel unbestimmter Form und Größe sowie fünf mögliche Umfassungssteine.
In der Mitte des Hügels befindet sich eine 2,5 m lange und 1,5 m breite nord-südlich orientierte Grube, in der ehemals die Grabkammer stand. Im Südteil des Hügels liegt ein einzelner größerer Stein, der zur Kammer gehören könnte. Maße und Typ der Kammer lassen sich nicht mehr bestimmen.

### Funde
Gemäß dem Bericht von 1874 wurde in dem Grab ein Feuerstein-Beil gefunden, das im Besitz des Grundstückseigentümers verblieb.